# SpVgg Aidlingen
Die Sportvereinigung Aidlingen e. V. (kurz: SpVgg Aidlingen oder SVA) ist ein Sportverein aus dem baden-württembergischen Aidlingen. Der 1907 gegründete Verein bietet den 933 Mitgliedern in den Abteilungen Fußball (388), Handball (254), Freizeitsport (205) und Tischtennis (86)  sowohl leistungs- und breitensportliche als auch gesundheitsorientierte Sportmöglichkeiten.

## Abteilungen

### Fußball
Die Abteilung ist im Württembergischen Fußballverband organisiert, die erste Mannschaft der SpVgg Aidlingen nimmt in der Saison 2024/25 am Spielbetrieb der neuntklassigen Kreisliga A des württembergischen Fußballbezirkes Stuttgart/Böblingen teil.
Die größten sportlichen Erfolge hatte der Verein in den 1970er Jahren mit seiner Fußballabteilung. 1974/75 und 1977/78 spielte die Fußballer der SpVgg Aidlingen zweimal in der 1. Amateurliga Nordwürttemberg, der damals höchsten Amateurklasse in Baden-Württemberg und der dritthöchsten im Fußball-Ligasystem des DFB. Am Ende beider Spielzeiten stieg die Mannschaft jedoch postwendend als Tabellenletzter wieder ab.

### Handball
Die Abteilung Handball wurde 1974 von Hans Jekel gegründet.

### Tischtennis
Die Tischtennisabteilung des SpVgg Aidlingen gibt es seit 1954.
Die Abteilung wird durch einen Ausschuss organisiert, der sich aus dem Abteilungsleiter, dem Sportwart, dem Jugendleiter und dem Abteilungskassierer zusammensetzt. Es gibt im Jahr mehrere Ausschusssitzungen und jedes Jahr im März eine Abteilungsversammlung. Ehrenamtliche Mitglieder organisieren den Trainingsbetrieb und die Veranstaltungen.
Im sportlichen Bereich nimmt die Abteilung an der Verbandsrunde im Tischtennis-Verband Württemberg-Hohenzollern teil.
Jährlich im Mai/Juni werden Vereinsmeisterschaften ausgetragen. Titel werden im Einzel, Doppel und Mixed vergeben. Zudem gibt es ein gemeinsames Training mit dem Nachbarclub aus Deufringen und ein gemeinsames Turnier mit den Deufringern, das immer im Januar stattfindet.
Alle zwei bis drei Jahre trifft sich die Abteilung mit dem Partnerclub aus Laußnitz zu Freundschaftsspielen.

### Freizeitsport
Die Anfänge der Freizeitsportabteilung sind in der ersten „Gymnastikgruppe für junge Frauen“ von 1923 zu finden. Über Leichtathletik und Turnen entstand 1965 die erste Gymnastikabteilung der Sportvereinigung Aidlingen. 1977 gab es neben Damen- und Herrengymnastik auch verschiedene Kindergruppen und das erste Mutter-Kind-Turnen. Die heutige Abteilung hat rund 200 Mitglieder und bietet ein umfangreiches Kursprogramm.

## Historie
- 1907 Gründung als Turnverein Aidlingen mit Schwerpunkt Turnen
- 1920 Gründungsjahr der Abteilung Fußball
- 1921 Einweihung des 1. Aidlinger Sportplatzes
- 1946 Namensänderung von TV Aidlingen in Sportgemeinde Aidlingen
- 1947 Gründung einer Turn- und Leichtathletik-Abteilung mit späterer Weiterentwicklung in Abteilung Gymnastik bzw. jetzt Freizeitsport
- 1949 Namensänderung von Sportgemeinde Aidlingen in Sportvereinigung Aidlingen
- 1954 Gründung der Abteilung Tischtennis
- 1974 Gründung der Abteilung Handball
- 1980 Änderung der Vereinsspitze mit einem 1. Vorsitzenden in ein gleichberechtigtes vierköpfiges Vorstandsteam mit dem Vorstandsmitglied für Öffentlichkeitsarbeit als Vorstandssprecher
- 1994 Gründung der Abteilung Triathlon (Auflösung im Jahr 2004)
- 2005 Eröffnung einer Geschäftsstelle in der Ortsmitte
- 2007 100-jähriges Jubiläum

## Sportstätten
- Sportgelände Vogelherdle – 2 Rasenplätze, 1 Kleinspielfeld / Kunstrasen
- Sonnenberghalle
- Buchhaldenhalle
- Buchhalden-Gymnastikraum

Heimspielstätte ist das Sportgelände „Vogelherdle“. Es stehen zwei Rasenspielfelder und ein Kunstrasen-Kleinspielfeld für Training und Wettkampf zur Verfügung. Das Hauptspielfeld bietet mit seiner Tribüne Platz für circa 3000 Fans.

## Förderverein
Im November 2005 wurde der Förderverein der SpVgg Aidlingen e.V. gegründet. Zweck des Vereins ist ausschließlich die Förderung des Sports durch eine ideelle und finanzielle Unterstützung der SpVgg Aidlingen e. V.